# Lycianthes coriacea
Lycianthes coriacea är en potatisväxtart som beskrevs av Friedrich August Georg Bitter. Lycianthes coriacea ingår i Himmelsögonsläktet som ingår i familjen potatisväxter. Inga underarter finns listade i Catalogue of Life.